# Tiroteio em Filadélfia em 2022
No dia 4 de julho de 2022, um tiroteio na cidade de Filadélfia deixou pelo menos dois feridos, ambos policiais, em meio às comemorações do Dia da Independência. O tiroteio aconteceu próximo de um famoso museu de arte da cidade e da Fairmount Street. Múltiplos eventos musicais aconteciam na região, e os tiros foram ouvidos no momento que a música havia acabado e os fogos de artifio estavam começando a serem lançados. Até o momento ninguém foi preso.